# Soundbreakers
soundbreakers（サウンドブレイカーズ）は、日本の音楽家・大野裕一によるソロユニット。

## メンバー
| 名前     | 担当                                      | 使用機材                                            |
| -------- | ----------------------------------------- | --------------------------------------------------- |
| 大野裕一 | 音楽プロデュース 作曲 編曲 プログラミング | Logic Pro（DAW） Pro Tools（DAW） キーボード ギター |

## 概要
小学生のころからピアニカを使って作曲を始め音楽の世界を志す。23歳からアーティストの現場マネージャーを8年にわたって担当。その後、活動を制作にしぼり、2007年にDJ O.T.A.とsoundbreakersを結成した。
R&Bやレゲエなどのブラックミュージックからロックバンドまでジャンルに関係なく、数多くのアーティストのプロデュースから、制作の全般（作曲・編曲、ディレクション、プロダクションサポートなど）を手掛ける。2005年頃から徐々に頭角を現し、有名な楽曲を多数世に排出している。

## プロデュースしたアーティスト
- "E"qual
- EXILE
- back number
- C&K
- Can'no
- CHEMISTRY
- CODE-V
- FlowBack
- Flower
- FUNKY MONKEY BABYS
- GOLD RUSH
- HOME MADE 家族
- Honey L Days
- HAN-KUN
- INFINITY16
- Jam9
- JUJU
- Juliet
- LUVandSOUL
- MEGARYU
- MINMI
- Miss Monday
- Ms.OOJA
- MYNAME
- Oranje.
- Sonar Pocket
- Song Riders
- Sunya
- TEE
- The Super Ball
- Tiara
- ℃-ute
- ゆず
- カラーボトル
- ケラケラ
- シクラメン
- ナオト・インティライミ
- ファンキー加藤
- モン吉
- 青山テルマ
- 飯田里穂
- 上村昌也
- 九州男
- 黒木渚
- 小林豊
- 侍
- 湘南乃風
- 東京パフォーマンスドール
- 緑黄色社会
- 山猿